# Lev Tumarkin
Lev Abramovich Tumarkin (em russo: Лев Абра́мович Тума́ркин; 14 de janeiro de 1904 – 1 de agosto de 1974) foi um matemático soviético que fez contribuições significativas para a topologia, particularmente na teoria das dimensões. Ele serviu como reitor da Faculdade de Mecânica e Matemática da Universidade Estatal de Moscovo de 1935 a 1939.
Os matemáticos soviéticos Pavel Alexandrov e Andrey Kolmogorov descreveram seu ensino didático como "fruto de muitos anos de trabalho criativo e finalizado com minúcia e filigrana."